# Ahmed Eid Abdel Malek
Ahmed Eid Abdel Malek (15 de maio de 1980) é um futebolista profissional egípcio, atua no Haras El Hodood.

## Carreira
Abdel Malek representou o elenco da Seleção Egípcia de Futebol no Campeonato Africano das Nações de 2010.

## Títulos
Seleção Egípcia
- Campeonato Africano das Nações: 2006 e 2010